# Proserpinus terlooi
Proserpinus terlooi (tên tiếng Anh: Terloo Sphinx Moth) là một loài bướm đêm thuộc họ Sphingidae. Nó được tìm thấy ở miền nam Arizona và Sonora ở México.
Sải cánh dài 42–48 mm.
Có một lứa một năm. Cá thể trưởng thành mọc cánh trong tháng 7 và tháng 8.
Ấu trùng ăn Boerhavia (bao gồm Boerhavia coccinea và Boerhavia coulteri).